# Алберто Стайков
Алберто Стайков Стайков е български мултимедиен творец, фотограф, композитор, и преподавател по фотография на деца и хора с увредено зрение.

## Живот
Алберто Стайков е роден на 25 декември 1974 година в София. През 1999 година завършва Национална академия за театрално и филмово изкуство по програма художествена и приложна фотография със степен бакалавър, а през 2013 година завършва магистърска програма по фотографско изкуство в Нов български университет.
Живее и работи в град София.

## Изложби
Самостоятелни
- Невидимото (2013)
- Метаморфозис (2013)
- Граждани на света (2011)
- Няма нищо невъзможно (2009)
- Лица (2007)
- Инфрачервено (2007)
- Невидимата реалност на светлината и живота (2000)
- Йерушалаим – Светлини и сенки (1999)

Общи изложби
- СКФ (Съвременна Концептуална Фотография) (2011)
- Човек може да сътвори това в което вярва (1996)

Като куратор
- През моите очи (2013)
- Човешкият Фактор (2011)